# Cephalotes goeldii
Cephalotes goeldii är en myrart som först beskrevs av Auguste-Henri Forel 1912.  Cephalotes goeldii ingår i släktet Cephalotes och familjen myror. Inga underarter finns listade.